# Dryopteris filipaleata
Dryopteris filipaleata är en träjonväxtart som beskrevs av J. P. Roux. Dryopteris filipaleata ingår i släktet Dryopteris och familjen Dryopteridaceae. Inga underarter finns listade.